# ميساكي يويمورا
ميساكي يويمورا (باليابانية: 上村 岬) (مواليد 28 أكتوبر 1991)، هو لاعب كرة قدم ياباني سابق كان يلعب كلاعب وسط.

## وصلات خارجية
- ميساكي يويمورا على موقع رابطة كرة القدم اليابانية للمحترفين (اليابانية)
- ميساكي يويمورا على موقع قاعدة بيانات كرة القدم.إي يو (الإنجليزية)
- ميساكي يويمورا على موقع Soccerway.com (الإنجليزية)
- ميساكي يويمورا على موقع عالم كرة القدم.نت (الإنجليزية)